# Lucien Quélet
Lucien Quélet (Montécheroux, 14 luglio 1832 – Hérimoncourt, 25 agosto 1899) è stato un naturalista e micologo francese.
Fu uno dei fondatori della Société mycologique de France (1884) di cui è stato il primo presidente e poi presidente onorario.

## Biografia
Lucien Quélet nacque da una famiglia di contadini. Dopo gli studi classici al collegio di Montbéliard, rinunciò al seminario protestante e si dedicò allo studio della medicina a Strasburgo.
Dottore in medicina a 24 anni, nel 1856 stabilì il suo studio medico a Hérimoncourt dove si sposò e risiedette fino alla morte.

## Opere
- 1869:  Catalogue des mousses, sphaignes et hépatiques du Pays de Montbéliard , Mémoires de la Société d'émulation de Montbéliard, V(2e Série): 43-332 (1er Supplément: 317-321), pl. I-XXIII + Ipl. double, col..
- 1873: - Les Champignons du Jura et des Vosges (2e Partie). Mém. de la Soc. d'Emul. de Montbéliard V(2e Série): 333-427 (2e Supplément: 338-360), pl. I-V, col..
- 1873: - Les Champignons du Jura et des Vosges (1re et 2e Parties + 1er et 2e Suppléments). 424p., 24+5pl.col.. (Paris et Montbéliard).
- 1870-1875:  Les Champignons de Jura et des Vosges .
- 1878: L. Quélet et M.C. Cooke -  Clavis Synoptica Hymenomycetum europaearum . 240p.. (London). [R.M. I:139 (1879)]
- 1879: -  Champignons récemment observés en Normandie, aux environs de Paris et de La Rochelle, en Alsace, en Suisse et dans les montagnes du Jura et des Vosges . suppl. 9., Bull. Soc. Amis Sc. Nat. Rouen, sér. II, 15 pp. 151–184, 195 + pl. i-iii. [reprint 1880, 1-35].
- 1884: -  Aperçu des qualités utiles ou nuisibles des champignons.  22p.. (Bordeaux). [extr. des Mém. de la Soc. des Sc. phys. et nat. de Bordeaux]
- 1886: - Enchiridion fungorum in Europa Media et præsertim in Gallia vigentium (Manuel des Champignons trouvés en Europe Centrale, et particulièment en France), 352 pp..
- 1888: -  Flore mycologique de la France et des pays limitrophes , 492 pp., Paris, Octave Doin éd..
- 1891: Quélet, L. & Contejean, Charles -  Enumération des plantes phanérogames de Montbéliard
- 1902: Quélet, L. & Bataille, F. -  Flore monographique des Amanites et des Lépiotes , 88 pp.

## Specie di funghi descritte da Quélet
- Agaricus bitorquis (Quélet) Saccardo;
- Amanita coccola var. barlae, A. eliae,
- Auricularia auricula var. lactea,
- Bondarzewia montana (Quélet) Singer,
- Calocera expallens,
- Cantharellus friesii,
- Clavariadelphus truncatus (Quélet) Donk,
- Collybia dryophila var. aurata,
- Coprinus friesii, C. gonophyllus, C. tuberosus, C. velatus,
- Cordyceps larvicola, C. odyneri,
- Cortinarius bibulus, C. crocolitus, C. lebretonii, C. sulfurinus,
- Cyphella albocarnea,
- Entoloma nitidum,
- Hebeloma sachariolens,
- Helvella albella,
- Hydnotria jurana,
- Hydnum repandum var. album,
- Hygrocybe nigrescens,
- Hygrophorus bresadolae, H. hyacinthinus,
- Inocybe asterospora, I. calospora, I. corydalina, I. grammata, I. praetervisa, I. tenebrosa, I. umbratica,
- Lactarius decipiens, L. spinulosus, L. vinosus,
- Lentinus gallicus,
- Lepiota castanea, L. forquignoni,
- Marasmius bulliardii, M. oreades var. longipes, M. torquescens,
- Mycena crocata var. vogesiana, M. cyanorrhiza, M. renatii, M. seynesii,
- Paxillus panuoides var. ionipus,
- Peziza ampelina, P. boltoni, P. buxea, P. crassipes, P. infuscata, P. irina, P. palustris, P. uxea,
- Pseudobaeospora pillodii,
- Ramaria versatilis,
- Russula amethystina,
- R. amoena, R. atrorubens, R. badia, R. barlae, R. fusca, R. incarnata, R. insignis, R. lateritia, R. lilacea, R. melliolens, R. mollis, R. raoultii, R. serotina, R. smaragdina, R. violacea, R. violeipes, R. violeipes fo. citrina,
- Stephensia bombycina var. crocea,
- Stereum insignitum,
- Terfezia castanea,
- Tricholoma orirubens,
- Tuber bellonae, T. fulgens, T. mougeotii, T. mutabile,
- Xerocomus rubellus.